# Port Afrique
Port Afrique is een Britse dramafilm uit 1956 onder regie van Rudolph Maté.

## Verhaal
De oorlogsveteraan Rip Reardon keert terug naar zijn vrouw in Marokko. Hij hoort ginder dat ze is vermoord, hoewel de politie volhoudt dat ze zelfmoord heeft gepleegd. Tijdens zijn zoektocht naar de waarheid maakt Rip kennis met de nachtclubzangeres Ynes. Ze krijgen een relatie, maar al spoedig blijkt dat Ynez meer weet over de dood van zijn vrouw.

## Rolverdeling
| Acteur          | Personage        |
| --------------- | ---------------- |
| Pier Angeli     | Ynez             |
| Philip Carey    | Rip Reardon      |
| Dennis Price    | Robert Blackton  |
| Eugene Deckers  | Kolonel Moussac  |
| James Hayter    | Nino             |
| Pat O'Meara     | Gitaarspeler     |
| Richard Molinas | Kapitein         |
| Guy De Monceau  | Politiechauffeur |
| Anthony Newley  | Pedro            |
| Jacques Cey     | Ober             |
| Dorothy White   | Meisje           |
| Denis Shaw      | Grila            |
| Marie Hanson    | Georgette        |
| Rachel Gurney   | Diane Blackton   |
| Guido Lorraine  | Abdul            |